# Kasberg
Pour les articles homonymes, voir Kasberg (homonymie).
Le Kasberg est une montagne du Massif mort culminant à 1 747 mètres d'altitude. Il est situé à la limite des districts de Gmunden et Kirchdorf an der Krems. Il est limité par les rivières Alm, Grünaubach et Steyrling.
C'est aussi le nom d'une station de ski de taille moyenne située près de Grünau im Almtal dans le sud du Land de Haute-Autriche en Autriche. Le domaine skiable, desservi par trois remontées mécaniques de conception relativement moderne ainsi qu'une pléthore de courts téléskis, est particulièrement adapté aux skieurs de niveau débutant - moyen. Il est divisé en deux sous-domaines principaux, difficilement reliés entre eux par une piste bleue d'une pente particulièrement faible. Le domaine central - situé autour des monts Jagerspitz (1 271 m) et Hochberg (1 300 m) - offre des pistes relativement courtes. La Kasbergalm quant à elle est plus élevée. Elle est la seule partie du domaine à offrir quelques possibilités intéressantes de ski hors-pistes ainsi qu'une neige souvent plus agréable. La piste de retour en vallée est l'unique piste du domaine à offrir une dénivelé particulièrement agréable - plus de 1 000 m de dénivelé ainsi que 14 km de longueur au total, soit l'une des plus longues de l'est de l'Autriche.
Kasberg est membre du regroupement de stations de ski OÖ Snow & Fun Card.